# دونالد سميث (لاعب كريكت)
دونالد سميث (14 يونيو 1923 في المملكة المتحدة - 10 يناير 2021) (بالإنجليزية: Donald Smith)‏ هو لاعب كريكت بريطاني. شارك مع منتخب إنجلترا للكريكت.

## وصلات خارجية
- دونالد سميث على موقع إي آس بي آن كريك إنفو (الإنجليزية)